# Autoras y Autores de Suiza
Autoras y Autores de Suiza (en alemán, Autorinnen und Autoren der Schweiz; en francés, Autrices et Auteurs de Suisse; en italiano, Autrici ed Autori della Svizzera; en romanche, Auturas ed Auturs da la Svizra. Abreviado, AdS) es una asociación de autores suiza. Se fundó el 12 de octubre de 2002 inmediatamente después de la disolución de la Schweizerischen Schriftstellerinnen- und Schriftstellerverbandes y del Grupo Olten. Su objetivo era reunir a todos los autores suizos en una asociación. En el año 2016 contaba con 1000 miembros.

## Presidentes
| Presidente           | Periodo   |
| -------------------- | --------- |
| Theres Roth-Hunkeler | 2002-2007 |
| Francesco Micieli    | 2007-2010 |
| Reto Finger          | 2010-2012 |
| Raphael Urweider     | 2012-2016 |
| Jacqueline Aerne     | 2016-     |

## Membresías
La AdS forma parte de las siguientes sociedades y asociaciones:
- CEATL (Conseil Européen des Associations de Traducteurs littéraires)
- European Writers' Council
- Pro Litteris
- Schweizerische Schillerstiftung
- Société Suisse des Auteurs
- Solothurner Literaturtage
- Suisseculture